# 弗朗切斯科·加布廖蒂
弗朗切斯科·加布廖蒂（義大利語：Francesco Gabriotti，1914年8月12日—1987年2月11日），意大利男子足球运动员。他曾代表意大利国家队参加1936年夏季奥林匹克运动会足球比赛，获得金牌。